# Hospital de San Miguel
El Hospital de San Miguel situado en Zafra, provincia de Badajoz (comunidad autónoma de Extremadura, es un Bien de interés cultural con categoría de «Monumento» así nombrado en el BOE con fecha de 27 de enero de 2014. Inicialmente, el hospital tenía de dos edificios bien diferenciados: la capilla y la enfermería. Todo ello estaba rodeado por un muro. Ambos edificios tienen un estilo  gótico-mudéjar. Actualmente alberga la biblioteca municipal de la localidad.
Los duques de Feria construyeron dos hospitales en Zafra para «enfermos y pobres» el siglo XV cuando esa ciudad pertenecía a su ducado: el Hospital de San Miguel y el «Hospital de la Salutación», más conocido como «Hospital de Santiago». En los documentos de su creación los patronos aclaraban que el hecho de desprenderse de bienes se debía únicamente a afanes espirituales y caritativos. Sin embargo, también figuraban entre sus móviles ciertas razones políticas como eran el fomento de la paz en sus territorios aliviando las tensiones originadas por la gran pobreza que se extendía en toda la zona. También existían motivos de prestigio ya que este tipo de obras los destacaba entre los miembros de la nobleza.

## Estructura
El hospital constaba en un principio de dos edificios: La capilla y la enfermería, ubicados en un espacio cercado por un muro. La fachada es bastante modesta. Junto a la entrada principal hay una puerta mudéjar. Después del portalón de entrada, de gran altura y formato vertical, está la capilla que en la actualidad está en un lamentable abandono. La capilla es la parte más antigua del conjunto. La iglesia fue construida por alarifes mudéjares expertos en la construcción de ladrillo y mampostería. A continuación se construyeron de unos soportales que rodearon el lado meridional y los pies de la nave y todo ello parece haber sido construido en el primer tercio del siglo XVI. Los diferentes elementos arquitectónicos como arcos, columnas toscanas y pilares angulares se realizaron en ladrillo que, unido al empleo de  alfices rehundidos y de una techumbre de madera muy sencilla, muestra el enraizamiento del mudejarismo entre los albañiles  zafrenses de aquél momento. La parte más antigua es la fachada realizada íntegramente en ladrillo revocado y  enjalbegado, cuya realización parece datarse en el primer tercio del siglo XVI. Su composición es netamentemudéjar. Cabe señalar del edificio una arcada sobre columnas que sin duda se concibió como una galería abierta.

## Historia
El documento más antiguo existente de la fundación y orígenes del hospital es el testamento de la segunda condesa de Feria doña Constanza Osorio, fechado el 18 de abril de 1480 donde explicitaba su deseo de volver a edificar el hospital y, de acuerdo con los deseos de su marido, eligieron un emplazamiento más próximo a los de las instituciones civiles y de la Iglesia.
Este primer documento decía lo siguiente:

Yo querría rehedificar el ospital de Sennor Sant Miguel de la dicha villa de Çafra que el dicho conde mi sennor tiene acordado de mudar en otro logar de donde agora está más cercano a la iglesia e plaças de la dicha villa e al concurso de las gentes porque los dichos pobres sean mejor requeridos e visitados de los fieles christianos, por ende mando que el dicho ospital se faga e hedifique de nuevo e en el logar e por la orden que el dicho conde mi sennor lo sennalare e ordenare..

No se conoce si se realizó en citado traslado,delque dejó dicho Constanza Osorio lo siguiente:

E si por ventura el conde mi sennor non dispusiese de mandar el dicho ospital eoviere por mejor que aquel mismo en la misma casa e logar donde agora está, se rehedifique e faga se rehedifique y faga en la dicha iglesia de la Madalena, segund está dicha mi dispusición, mando que en tal caso se gasten de mis bienes en la dicha rehedificaçión fasta en contía de quarenta mil maravedís e más lo que costare a fazer la dicha iglesia e capilla con su altar e retablo e pintura de la estoria de la dicha Sennora e los dichos mil maravedís e treinta fanegas de trigo de renta perpetua que le yo así do e mando…

Para que el hospital se construyese según su criterio, la condesa de Feria hizo una distinción entre la financiación de las obras del hospital o enfermería y las de la capilla. Si se cumplía el traslado de lugar, el importe obtenido de la venta del solar se invirtiera en la obra de la enfermería y se añadiría de sus bienes todo lo necesario para finalizarla; y si no se trasladaba, en su reedificación solo se aplicarían de sus bienes cuarenta mil maravedís. Como la condesa trataba de cumplir un voto hecho a santa María Magdalena, preveía como necesario la construcción de la capilla, tanto si se cambiase o no el hospital de sitio, y pagar las obras y el ornato litúrgico íntegramente de su patrimonio. El hospital se había fundado, y la condesa lo reitera en su testamento, para acoger a «pobres e enfermos», cuya atención y cuidados requerían grandes ingresos procedentes de bienes propios o de limosnas; seguramente, cuando falleció doña Constanza, ya estaba estipulada esa dotación por la casa condal, ya que en el testamento se señalan unos bienes y rentas muy cortos para el mantenimiento de un hospital: solo alcanzaban anualmente dos mil maravedís de renta y treinta fanegas de trigo, de los que había que descontar mil maravedís destinados al sustento del capellán.
A partir del siglo XVIII, dos importantes legados de los hermanos Rodríguez de Arenzana añadieron a la función asistencial del hospital, la curación de enfermos del llamado «mal gálico» de la época, conocido vulgarmente como sífilis. Durante un tiempo, el hospital cumplió la misión descrita, debido a las rentas con que había sido dotado, pero las varias desamortizaciones posteriores acabaron con ellas.
Al gran legado de don Nicolás, otorgado en agosto de 1746, se unió, en junio de 1768, el de su hermana doña Cecilia, que fue aumentado de forma importante en el codicilo que escrituró en mayo de 1778. El patronato del hospital, tras la previsible autorización señorial, en estas fechas ya de los duques de Medinaceli, como herederos de los marqueses de Priego y duques de Feria, pasó a los descendientes de los Rodríguez de Arenzana. En su testamento, el abogado de los Reales Consejos don Nicolás Rodríguez de Arenzana dejaba al hospital 15 000 ducados para que de su renta se asistiese a sifilíticos pobres y se nombrasen un capellán y un cirujano para su atención espiritual y corporal, si bien facultaba a su hermana y albacea para actuar como mejor conviniera a su juicio. En su testamento, doña Cecilia Rodríguez de Arenzana consideró que no era necesario el nombramiento del capellán y del cirujano, habida cuenta de que el hospital ya contaba con un clérigo. Un hecho que ratifica que no se está ante una refundación , sino ante una superposición de legados autorizados por la Casa Ducal. Respecto del cirujano, doña Cecilia, más preocupada por la salud espiritual que por la del cuerpo, no lo veía necesario, y tan solo en caso de necesidad autorizaba su contratación temporal. Los cien ducados que don Nicolás preveía para la dotación de clérigo y cirujano pasaron a destinarse a rentas para el sostenimiento del hospital.
En su testamento y codicilo, doña Cecilia dictó unas normas para la atención de los enfermos: Prescribió que se admitieran en primavera, ya que entonces se consideraba la estación más oportuna para la curación de la sífilis; ordenó que el médico que los atendiese debía redactar un informe previo a la acogida, por el que debía primarse a los enfermos graves y pobres, pero alguno acomodado deseaba ser asistido en el hospital debía pagar por las atenciones.
Fray Antonio Matamoros cuando escribe sobre el hospital, indica que ya en el día (...) está paralizado. El hospital entró en un declive progresivo, en como Madoz destaca que no cumple el patrono con su objeto, por ser cortas las rentas con que se halla dotado.
Finalmente, José Ramón Mélida expone su estado en 1909 en su obra «Catálogo Monumental» que todavía funcionaba entonces como institución asistencial, aunque como asilo de ancianos, pero su situación ya era lamentable.
En 2020 se comenzaría a restaurar el edificio, finalizando dicha restauración en 2021. Más tarde se instalaría en el lugar la biblioteca municipal de Zafra y el archivo municipal.